# Aeroportul Taganrog Sur
Aeroportul Taganrog Sur (IATA: TGK, ICAO: URRT) este un aeroport din Regiunea Rostov, Rusia ce deservește zona Taganrog. Aeroportul a fost tranzitat în 2017 de 12 pasageri. A fost numit după zona deservită.
aeroportul dispune de o singură pistă.